# IAS 27
IAS 27 «Отдельная финансовая отчётность» — международный стандарт финансовой отчетности, устанавливающий требования к раскрытию информации для отдельной финансовой отчётности, подготовленной материнской компанией или инвестором в совместном предприятии или ассоциированной компанией, где учитываются инвестиции, требования к учёту дивидендов. Стандарт в редакции от 2011 года начинает действовать с 01.01.2013 года.

## История создания
В сентябре 1987 года вышел Проект стандарта E30 «Консолидированная финансовая отчётность и учёт инвестиций в дочерние компании», в апреле 1989 года был опубликован IAS 27 «Консолидированная финансовая отчётность и учёт инвестиций в дочерние компании», который введен в действие 01.01.1990 года. В 1994 году стандарт был переформатирован, в декабре 1998 года были приняты поправки к IAS 39, вступившие в силу 01.01.2001 года. 18 декабря 2003 года вышел IAS 27 «Консолидированная и отдельная финансовая отчётность», начавший своё действие с 01.01.2005 года. 25 июня 2005 года опубликован Проект для обсуждения предлагаемых изменений в IFRS 3 и в IAS 27, а 10 января 2008 года опубликован IAS 27 в редакции 2008 года, которая был введён 01.01.2009 года. 22 мая 2008 года вышли поправки об инвестициях в дочерние компании, предназначенные для продажи, которые также вступили в силу 01.01.2009 года. 12 мая 2011 года стандарт был переиздан как IAS 27 «Отдельная финансовая отчётность», а требования к консолидируемой финансовой отчётности были пересмотрены и включены отдельно в IFRS 10, новая редакция стандарта IAS 27 вступила в действие с 01.01.2013 года. Поправки от 31 октября 2012 года об инвестиционных компаниях вступили в силу 01.01.2014 года, а 12 августа 2014 года были внесены изменения по методу долевого участия в отдельной финансовой отчётности, которые вступили в силу 01.01.2016 года.
В России МСФО (IAS) 27 «Отдельная финансовая отчетность» (в редакции от 19.05.2015 года) принят приказом Минфина РФ от 28.12.2015 года N 217н «О введении МСФО и Разъяснений МСФО в действие на территории РФ и о признании утратившими силу некоторых приказов Минфина РФ».

## Цель
Цель стандарта — установить порядок учёта инвестиций в дочерние, совместные и ассоциированные компании в отдельной финансовой отчётности.

## Определения
Консолидированная финансовая отчетность — финансовая отчетность группы, в которой активы, обязательства, капитал, доходы, расходы и движения денежных средств материнской компании и её дочерних предприятий представлены как в отчетности экономически единого предприятия.
Отдельная финансовая отчетность — финансовая отчетность по инвестициям, в которой инвестиции в дочернюю компанию, ассоциированную компанию или в совместное предприятие учитываются по первоначальной стоимости или как финансовый актив в соответствии с требованиями IFRS 9, представленная материнской компанией или инвестором, имеющим совместный контроль или значительное влияние по методу долевого участия в соответствии IAS 28.

## Подготовка отдельной финансовой отчётности
Компании применяют IAS 27 и составляют отдельную финансовую отчётность в случаях, когда: освобождены от составления консолидированной отчётности согласно IFRS 10, или освобождены от применения метода долевого участия согласно IAS 28, или по требованию местного законодательства, или по желанию.
Инвестиции, предназначенные для продажи, учитываются согласно с IFRS 5.
Дивиденды от дочерней компании, совместного предприятия или ассоциированного компании отражаются в отчёте о прибылях и убытках в отдельной финансовой отчётности, если у компании есть юридически оформленное права на получение дивидендов. Если инвестиции учитываются по методу долевого участия, тогда дивиденды уменьшают балансовую стоимость инвестиции.

## Раскрытие информации
Компании раскрывают существенные инвестиции в дочерние компании, совместные компании и ассоциированные компании, раскрывая название, основное местоположение компании, долю владения и методы, использованные для учёта данных инвестиций. Компании раскрывают также факт того, что отчётность является отдельной финансовой отчётностью; и причину использования освобождении от консолидации; название и место деятельности компании; как консолидируемая финансовая отчетность может быть получена.